# Casa de las Rocas

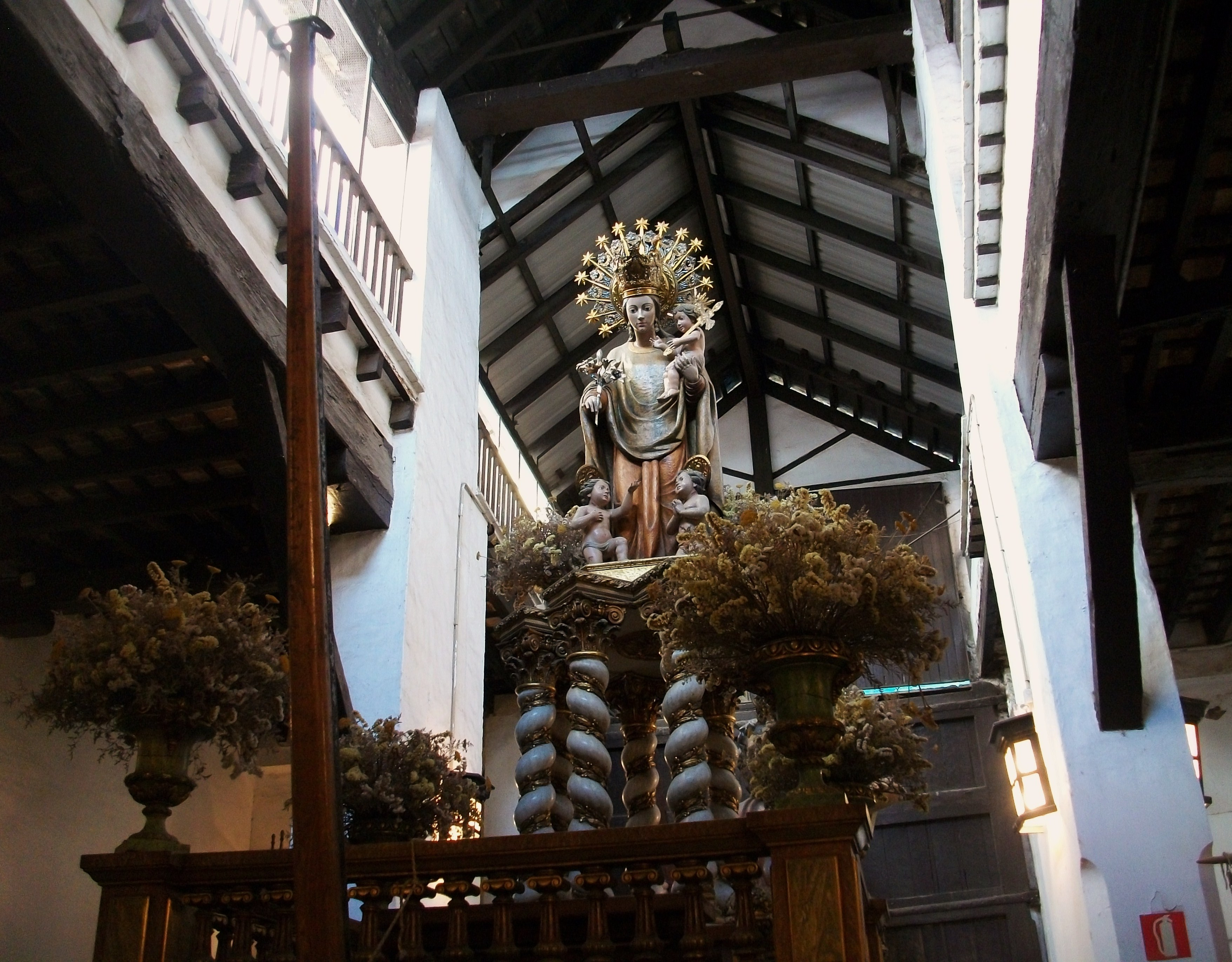
Roca de la Mare de Deu in der Casa de les Roques

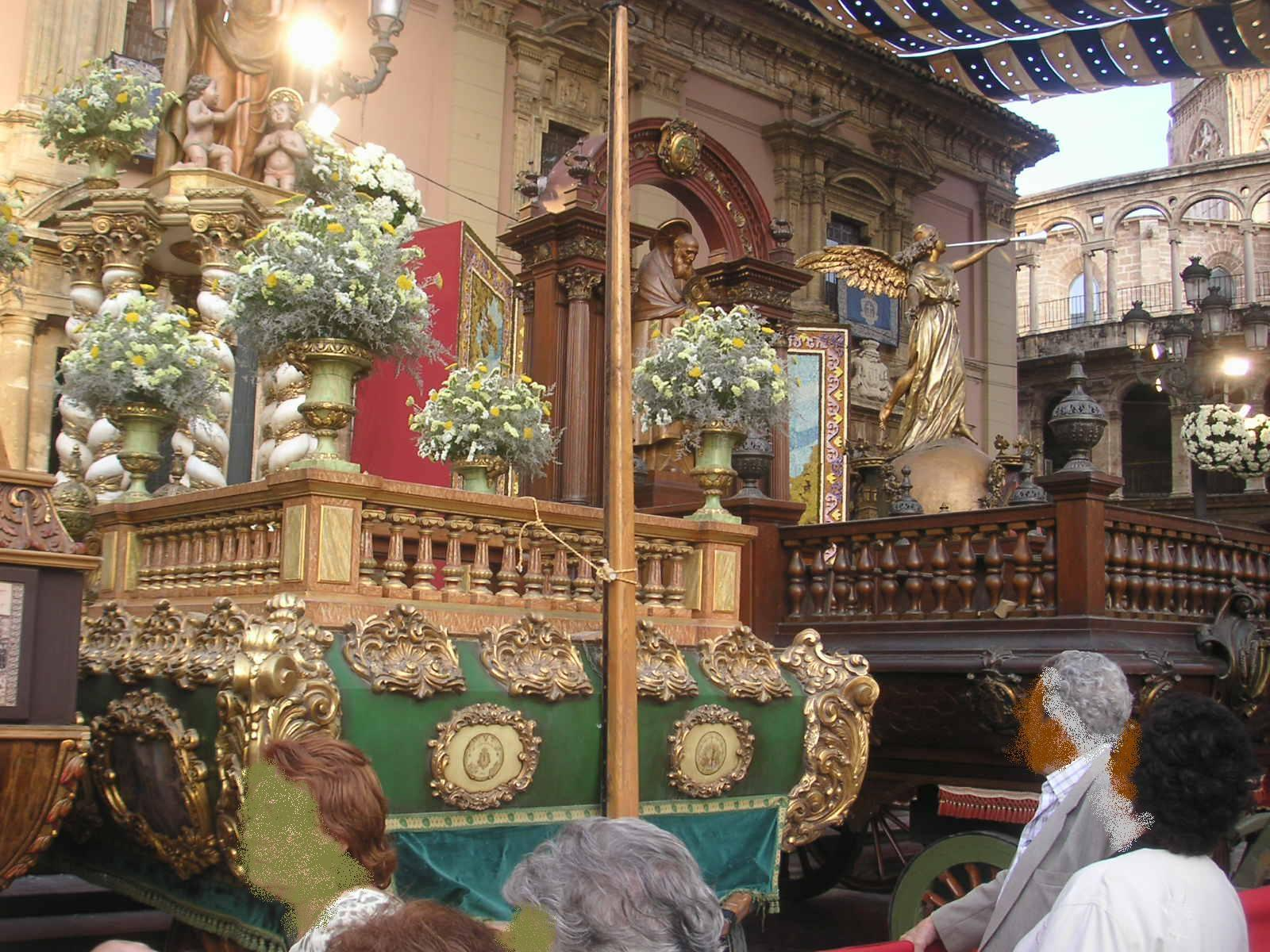
Innenansicht Casa de les Roques

Casa de les  Roques (spanisch: Casa de las Rocas) ist ein historisches Gebäude und ein öffentliches Museum in der spanischen Stadt Valencia.

## Geschichte
Die historischen Aufzeichnungen über den Bau der Casa de les Roques stammt vom 8. Juli 1435. An diesem Tag beschloss der Consell de la Ciutat den Bau eines Hauses zur Herstellung und Einlagerung von Gegenständen wie Skulpturen, Figuren, Karossen, Wagen und Dokumenten, die bei der traditionellen Fronleichnamsprozession Procesión del Corpus Christi seit 1355 verwendet werden. Das Gebäude wurde im Auftrag des Königs von Aragon Pere el Cerimoniós errichtet. Im Jahre 1448 erfolgte Fertigstellung. 
Das ursprüngliche Gebäude wurde 1980 komplett renoviert und steht unter Denkmalschutz. Das Museo del Corpus mit einem Nebengebäude aus dem 18. Jahrhundert und einer Bibliothek zur Geschichte der Procesión del Corpus Christi wurde 2006 eröffnet. 
Die ältesten Ausstellungsstücke der Holzskulpturen, die von Pferden gezogen wurden stammen aus den Jahren 1373 und 1392. 

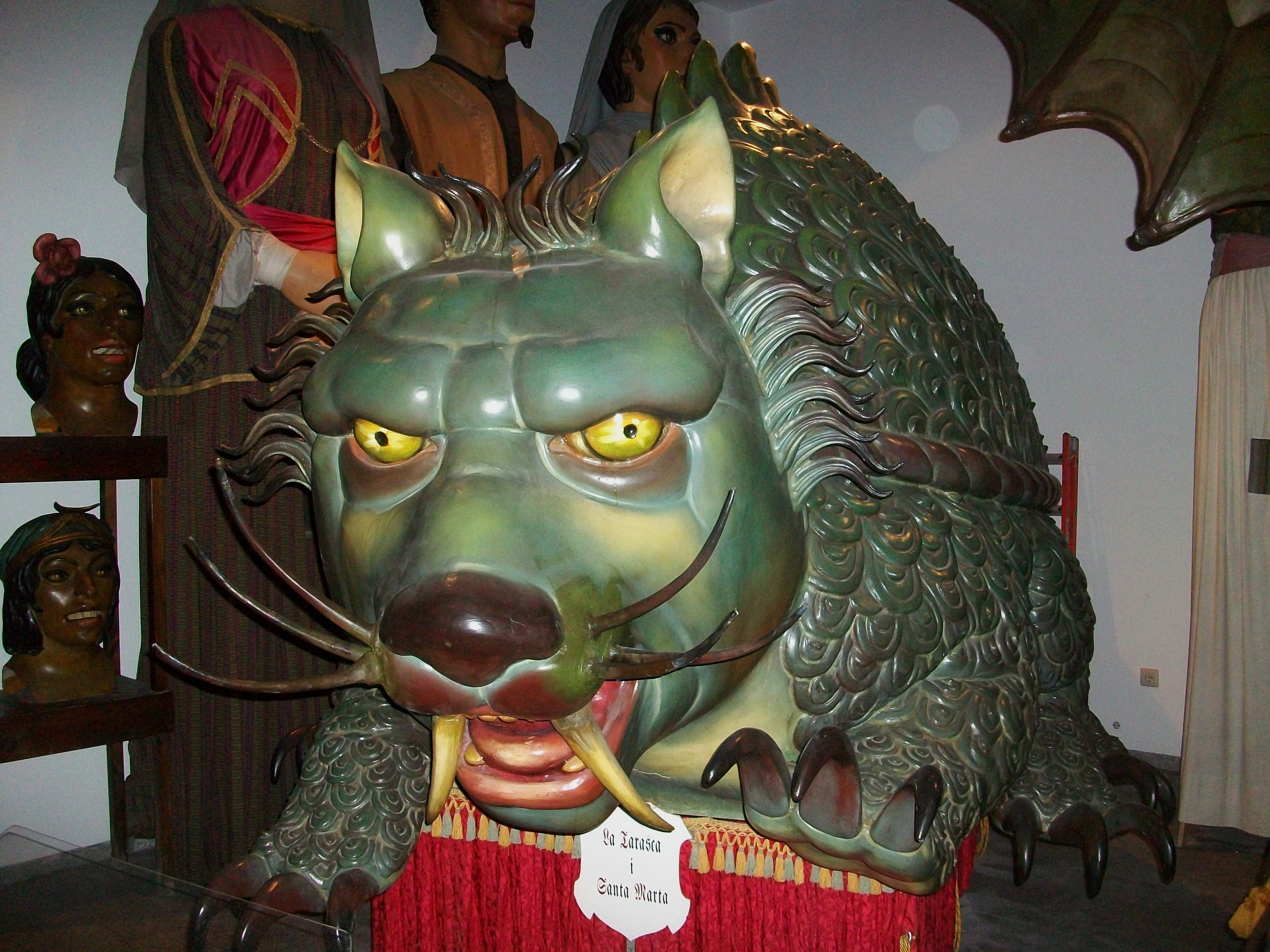
Tarasca de Santa Marta